# Topobea pluvialis
Topobea pluvialis är en tvåhjärtbladig växtart som beskrevs av Paul Carpenter Standley. Topobea pluvialis ingår i släktet Topobea och familjen Melastomataceae.
Artens utbredningsområde är Panamá. Inga underarter finns listade i Catalogue of Life.